# Ernst Zündel
Ernst Christof Friedrich Zündel (n. 24 aprilie 1939, Bad Wildbad, Baden-Württemberg, Germania – d. 5 august 2017, Bad Wildbad, Baden-Württemberg, Germania) a fost un editor și pamfletist neonazist de origine germană cunoscut pentru promovarea negaționismului. A fost de mai multe ori condamnat la închisoare: în Canada pentru publicarea unor texte care incită la ură și pe motiv că reprezenta un pericol la adresa securității naționale⁠(d), în Statele Unite pentru încălcarea regimului de ședere, iar în Germania pe motiv că „incită la ură rasială”. A locuit în Canada din 1958 până în 2000.
În 1977, Zündel a înființat o mică editură intitulată Samisdat Publishers⁠(d) care emitea pamflete neonaziste precum The Hitler We Loved și celebra broșură redactată de jurnalistul Richard Verral Did Six Million Really Die?, ambele materiale fiind considerate documente importante în interiorul mișcării negaționiste. Pamfletul lui Verral nu trebuie confundat cu lucrarea Did Six Million Really Die? Report on the Evidence in the Canadian "False News" Trial of Ernst Zündel, 1988 a Barbarei Kulaszka⁠(d).
Pe 5 februarie 2003, Ernst Zündel a fost reținut de poliție în Statele Unite și deportat în Canada. Acolo a fost preluat de poliție și reținut timp de doi ani deoarece era cetățean străin considerat un pericol pentru securitatea națională. După ce certificatul de securitate a fost confirmat, acesta a fost deportat în Germania și judecat într-un tribunal din Mannheim pentru instigare la negarea Holocaustului. Pe 15 februarie 2007, a fost găsit vinovat și condamnat la cinci ani de închisoare. Toate condamnările și urmăririle penale au fost pentru incitare la ură. A fost eliberat pe 1 martie 2010.